# Bogovë
Bogovë é uma comuna (em albanês:  komuna) da Albânia localizada no distrito de Skrapar, prefeitura de Berat.